# Ménilles
Ménilles is een gemeente in het Franse departement Eure (regio Normandië). De plaats maakt deel uit van het arrondissement Évreux. Ménilles telde op 1 januari 2022 1.722 inwoners.

## Geografie
De oppervlakte van Ménilles bedroeg op 1 januari 2022 5,81 vierkante kilometer; de bevolkingsdichtheid was toen 296,4 inwoners per km².

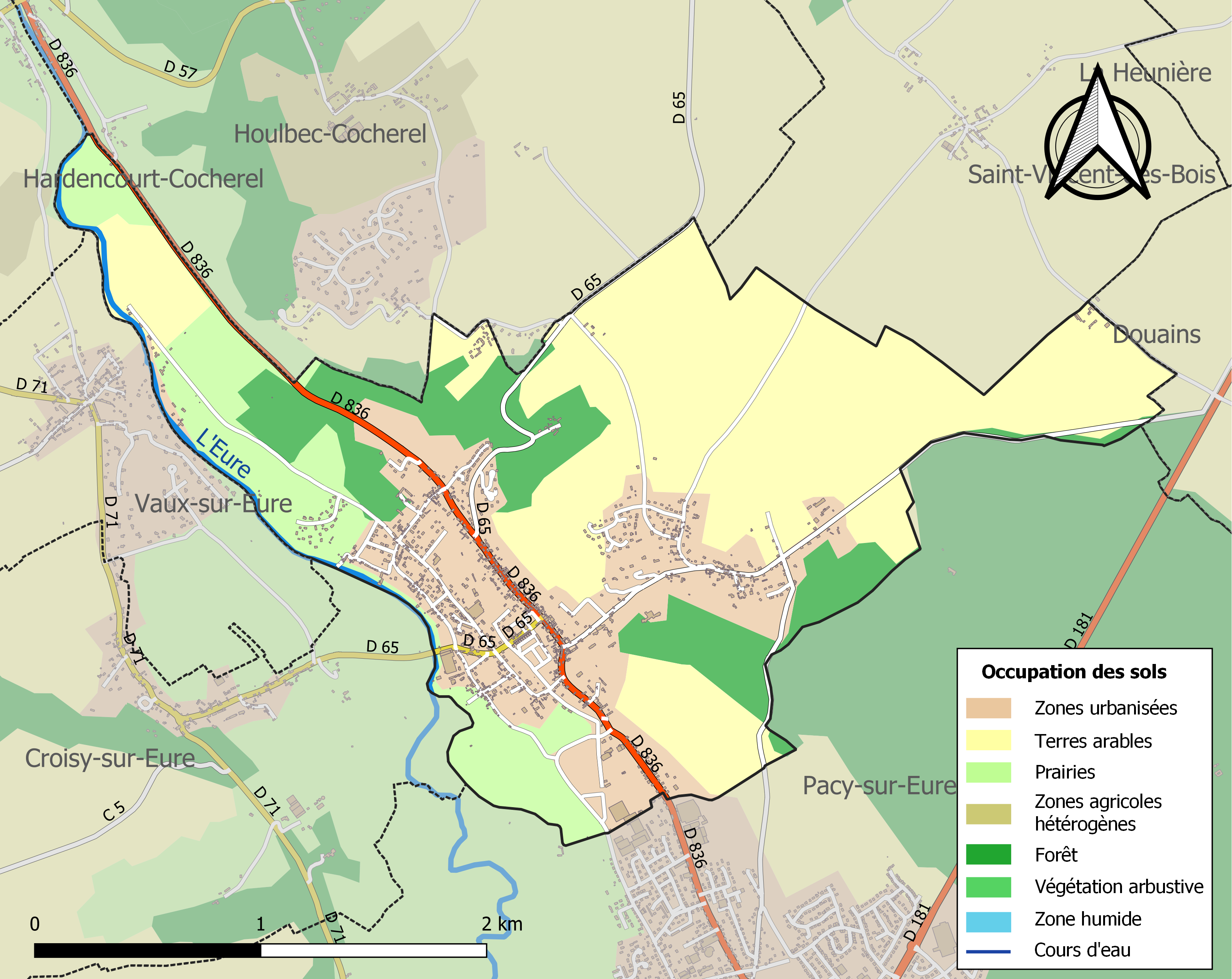
Kaart van de gemeente met belangrijkste infrastructuur, bodemgebruik en omliggende gemeenten

## Demografie
Onderstaande figuur toont het verloop van het inwonertal (bron: INSEE-tellingen).